# Црква Свете Тројице у Баћевцу
Црква Свете Тројице у Баћевцу, насељеном месту на територији градске општине Барајево, подигнута је 1882. године. Због значајног доприноса обнови српско-византијског стила у црквеној архитектури друге половине 19. века у Србији, представља непокретно културно добро као споменик културе.
Црква посвећена Светој Тројици подигнута је у близини рушевина старије цркве-брвнаре из прве половине 19. века. Саграђена је као једнобродна грађевина са основом у облику сажетог крста и по једним кубетом над припратом, централним травејем наоса и олтарским простором. Осим што кубе над припратом има функцију звонаре, неуобичајено присуство три кубета на цркви требало је да на симболичан начин истакне посвету цркве. 
Претпоставља се да је црква изграђена према пројекту архитекте Душана Живановића. Једини украс на бело омалтерисаним фасадама цркве представљају конусно обрађени оквири прозора и пластични украс на довратнику главног портала. Неокласицистички иконостас, израђен крајем 19. века, украшен је дуборезачком пластиком необарокног типа. Иконе је насликао сликар М. Марковић 1914. године. 

## Галерија
- Улаз у црквену порту
- Фреска изнад улаза у цркву
- Нова капела у црквеној порти
- Старо гробље
- Надгробници
- Надгробници
- Спомен чесма у црквеној порти